# Bromus bromoideus
Bromus bromoideus es una especie herbácea perenne perteneciente a la familia de las gramíneas (Poaceae). 

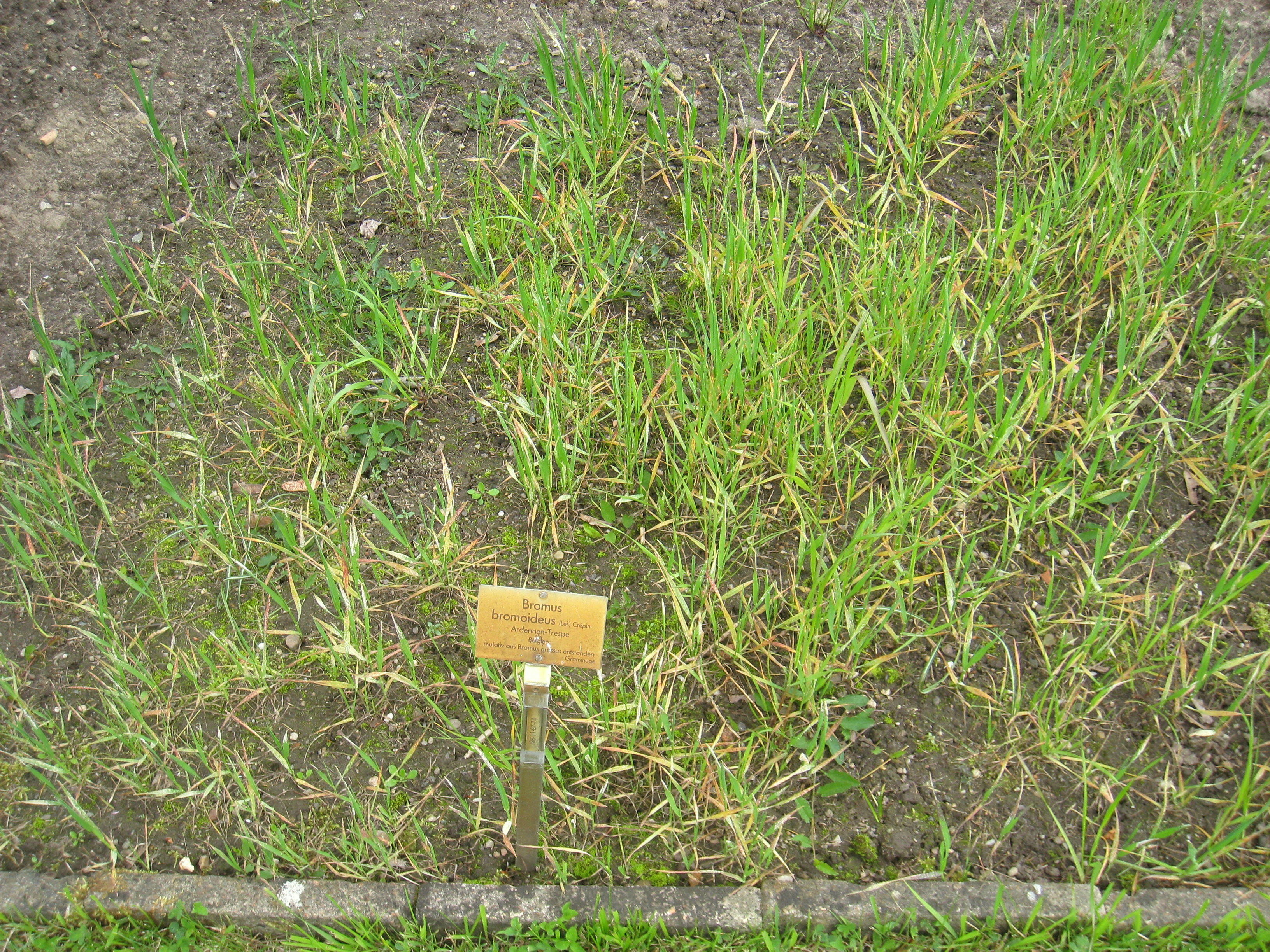
Vista de la planta

## Descripción
Se creía extinta desde 1930 hasta que las semillas conservadas fueron redescubiertas en las colecciones del Jardín Botánico Nacional de Bélgica por el botánico inglés David Aplin y como resultado de esta publicidad, semillas conservadas en otros lugares salieron a la luz en 2005.
En 2009, el Jardín Botánico Nacional de Bélgica anunció que unas cien mil semillas habían germinado.

## Distribución y hábitat
Fue encontrada en los prados calcáreos de las provincias de Lieja y Luxemburgo en Bélgica, sobre todo alrededor de las ciudades de Rochefort, Beauraing y Comblain-au-Pont, donde se descubrió por primera vez en 1821.

## Taxonomía
Bromus bromoideus fue descrita por (Lej.) Crép. y publicado en Bulletin de la Société Botanique de Belgique 6: 388. 1868.
Etimología
Bromus: nombre genérico que deriva del griego bromos = (avena), o de broma = (alimento).
bromoideus: epíteto
Sinonimia
- Bromus arduennensis (Lej.) Dumort. ex Kunth
- Bromus arduennensis Dumort.
- Bromus auriculatus Raspail
- Bromus bromoideus (Lej.) Druce
- Bromus grossus f. arduennensis (Lej.) Tournay
- Bromus multiflorus var. arduennensis (Lej.) Rchb.
- Bromus platystachys Desf.
- Bromus secalinus var. bromoideus (Lej.) Lloret
- Bromus triaristatus Loisel.
- Bromus velutinus var. triaristatus (Loisel.) Mutel
- Calotheca bromoidea Lej.
- Libertia arduennensis Lej.
- Libertia arundinacea Roth
- Michelaria arduennensis (Lej.) Dumort.
- Michelaria bromoidea (Lej.) Dumort.
- Serrafalcus arduennensis (Lej.) Crép.[7][8]